# India Hair

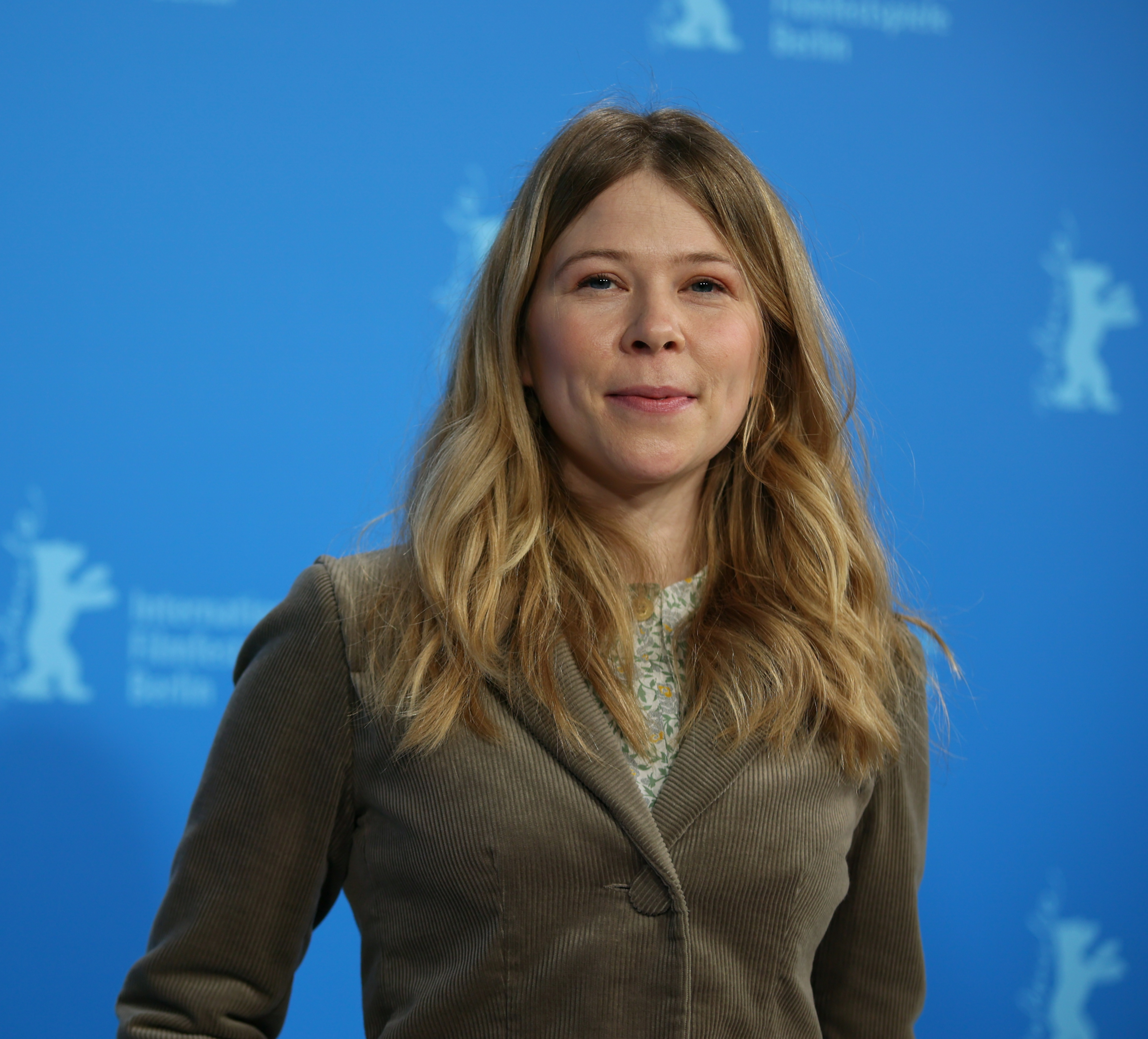
India Hair, Berlinale 2022

India Hair (* 1987 in Saumur) ist eine französische Schauspielerin.

## Leben
Hair kam 1987 als Tochter eines Amerikaners und einer Britin in Saumur, Département Maine-et-Loire, zur Welt. Bereits während der Schulzeit in Nantes spielte sie Theater und befasste sich intensiv mit Literatur. Von 2005 bis 2007 besuchte sie das Konservatorium in Nantes und anschließend bis 2010 das Conservatoire national supérieur d’art dramatique in Paris, wo sie unter anderem bei Dominique Valadié, Alain Françon und Philippe Torreton lernte.
Bereits 2005 hatte Hair mit Coupée en trois ihren ersten Kurzfilm geschrieben und gedreht. Weitere Auftritte in Kurzfilmen, darunter Vue subjective (2007) und Awa (2008), folgten, bevor sie 2011 in Raphaël Jacoulots Thriller Avant l’aube eine erste Langfilm-Nebenrolle erhielt. Noémie Lvovsky besetzte sie im 2012 erschienenen Jugendfilm Camille – Verliebt nochmal! in einer Hauptrolle. Für ihre Darstellung erhielt sie 2013 eine César-Nominierung in der Kategorie Beste Nachwuchsdarstellerin und gewann einen Prix Lumières als Beste Nachwuchsdarstellerin.

## Filmografie (Auswahl)
- Fernsehserie, 2011: Avant l’aube
- 2012: Camille – Verliebt nochmal! (Camille redouble)
- 2014: Divin enfant
- 2014: Jacky im Königreich der Frauen (Jacky au royaume des filles)
- 2014: Le beau monde
- 2015: Chic!
- 2015: Das Sprungbein (L’astragale)
- 2015: Endlich frei (Peur de rien)
- 2016: Haltung bewahren! (Rester vertical)
- 2016: La fine équipe
- 2017: Bloody Milk (Petit paysan)
- 2017: Marvin (Marvin ou la belle éducation)
- 2017: Morgen und an jedem anderen Tag (Demain et tous les autres jours)
- 2017: Die Frau mit Vergangenheit (La bête curieuse)
- 2017: Crash Test Aglaé
- 2017: Paris etc (Fernsehserie, 12 Episoden)
- 2019: Poissonsexe
- 2020: Eine Fliege kommt selten allein (Mandibules)
- 2021: Une jeune fille qui va bien
- 2021: Sentinelle Sud
- 2021: Versteckt im hohen Gras (Les hautes herbes, Fernsehserie)
- 2022: Die Linie (La ligne)
- 2022: En même temps
- 2022: Annie colère
- 2022: Polar Park – Eiskalte Morde (Fernsehserie, 6 Episoden)
- 2023: Jeanne du Barry
- 2024: Die Kinder sind Könige  (Les enfants sont rois, Fernsehserie, 6 Episoden)
- 2024: Planète B
- 2024: Trois amies
- 2024: Die Barbaren – Willkommen in der Bretagne (Les barbares)
- 2025: Jeunes mères

## Auszeichnungen
- 2013: César-Nominierung, Beste Nachwuchsdarstellerin, für Camille – Verliebt nochmal!
- 2013: Prix Lumières, Beste Nachwuchsdarstellerin, für Camille – Verliebt nochmal!